# Marko Bilić
Marko Bilić (Jablanica, 19 settembre 1938) è un allenatore di calcio ed ex calciatore bosniaco, in precedenza jugoslavo, di ruolo portiere.

## Carriera

### Calciatore
Dopo aver giocato nel Sarajevo, passa al Trešnjevka con cui gioca nella Prva Liga 1965-1966. A causa anche del coinvolgimento della squadra nella cosiddetta "combine Planinić", che aveva causato la penalizzazione di cinque punti del club, il Trešnjevka retrocede al sedicesimo e ultimo posto.
La stagione seguente Bilić rimane a giocare nella massima serie jugoslava, in forza al NK Zagabria: con i Pjesnici ottenne il dodicesimo posto finale. 
Nel 1968 si trasferì negli Stati Uniti d'America per giocare con i Cleveland Stokers, con cui raggiunse le semifinali della prima edizione della NASL.
Lasciata Cleveland, si trasferisce in Canada per giocare nel Toronto Croatia, impegnato nella National Soccer League, che si aggiudicò nel 1971.

### Allenatore
Lasciato il calcio giocato diventa allenatore del Sarajevo, per trasferirsi a lavorare in Asia. Dopo aver allenato i bengalesi dell'Abahani Ltd. Dacca, si trasferisce in Malaysia per allenare il Johor FA. L'anno seguente è al Perak.
Nel 1992 diventa l'allenatore del Malacca, a cui segue un incarico al Terengganu.

## Palmarès

### Calciatore
- NSL: 1

Toronto Croatia: 1971